# Шёман, Вильгот
Вильгот Шёман (швед. Vilgot Sjöman; 2 декабря 1924, Стокгольм, Швеция — 9 апреля 2006, там же) — шведский кинорежиссёр, критик и писатель.

## Биография
Вильгот Шёман родился 2 декабря 1924 года в Стокгольме в семье рабочего. Учился в Стокгольмском университете. С 1948 года выступал как театральный и литературный критик в газетах. Работал ассистентом у режиссёра Ингмара Бергмана.
В 1962 году поставил свой первый фильм «Любовница» (Биби Андерсон и Макс фон Сюдов), героиня которого состоит в любовной связи с двумя мужчинами. Во втором его фильме «491» (1964) группа молодых людей подвергает проститутку различным унижениям (в частности, заставляя совершить половой акт с собакой). В основе сюжета фильма «Постель для брата и сестры, 1782», где играла Биби Андерсон, лежат инцестуальные отношения между братом и сестрой, которая беременеет от него.
Скандальную известность приобрела его дилогия с Леной Нюман в главной роли — «Я любопытна — жёлтый» (1967) и «Я любопытна — голубой» (1968) — о студентке, которая берёт интервью у различных людей (среди них — Улоф Пальме, Мартин Лютер Кинг, Евгений Евтушенко). Из-за содержащихся сцен порнографического характера фильм был запрещён к показу в США.
Вильгот Шёман умер 9 апреля 2006 года в Стокгольме.

## Фильмография
- 1964 — Одежда / Klänningen
- 1964 — 491[англ.] / 491
- 1966 — Постель для брата и сестры, 1782 / Syskonbädd 1782
- 1967 — Я любопытна — фильм в жёлтом
- 1968 — Я любопытна — фильм в голубом